# Битва під Івшемом (1265)
Битва під Івшемом (англ. Battle of Evesham) — одна з двох основних битв Другої війни баронів, що відбулась 4 серпня 1265 року під англійським містечком Івшем у Вустерширі. Битва відбулась між десятитисячним королівським військом під проводом принца Едуарда та загонами баронів, чисельністю близько 5000 осіб, під командуванням Симона де Монфора. Барони, що первинно прийняли військо Едуарда за підкріплення під командуванням Монфора-молодшого, були захоплені зненацька й зазнали нищівної поразки. Симон де Монфор загинув. Поразка поклала край баронській війні та призвела до реставрації Генріха III.